# 木垭镇
木垭镇，是中华人民共和国四川省南充市营山县下辖的一个乡镇级行政单位。2019年10月，撤销龙伏乡，将其所属行政区域划归木垭镇管辖。

## 行政区划
木垭镇下辖以下地区：
复兴村、铜鼓村、黑山村、来顶村、梨树村、全力村、双树村、洞口村、土祖村、月枷村和锡山村、新寨村、建设村、柏垭村、龙奔村、金龙村、耳岩村、梅乐村、平定村、库湾村和新村村。